# Reseña
La  reseña (lat. recensio  de recensere "contar, enumerar, compilar") es una forma de crítica que se escribe en medios impresos o digitales (o también se publica oralmente en medios como la radio, el cine o la televisión) que presenta y evalúa objetos tales como un videojuego, película, una caricatura, una composición musical, un libro; un equipo, como un automóvil, electrodoméstico o computadora; o un evento, como un concierto, una exposición o una obra de teatro. El autor puede asignar al objeto o cosa criticada/o una calificación para indicar su mérito relativo con el objetivo de aproximar a los lectores hacia lo descrito. En su contenido debe reflejar la interpretación y evaluación crítica de quien la realiza, para evitar sesgos de carácter personal. Analiza el contenido del conocimiento científico, las creaciones culturales y los bienes de consumo, y por regla general, los evalúa sobre la base de estándares adecuados y profesionales.
En la publicación científica, una reseña consiste en un análisis de una o varias obras científicas y su relevancia en la investigación de un tema en determinado momento. Normalmente se trata de una revisión por pares, proceso por el cual los científicos evalúan el trabajo de sus colegas que han sido presentados para ser publicados en alguna editorial académica.
Hay diferentes tipos de reseña. Una de ellas es la reseña literaria, las cuales son un buen medio para recomendar novelas.

## Reseña de un libro
Una reseña de un libro es una forma de crítica en la que se analiza un libro en función del contenido, el estilo y el mérito. A menudo se lleva a cabo en publicaciones periódicas, como un trabajo escolar o en línea. Su extensión puede variar de un solo párrafo a un considerable ensayo. En el caso de una obra de poesía o ficción (o de no ficción) en la que los méritos literarios de la obra son un elemento importante, una reseña utilizará por lo general los métodos de la crítica literaria. 
La reseña a menudo contiene evaluaciones del libro basadas en el gusto individual. Los críticos, en las publicaciones literarias periódicas, a menudo aprovechan la ocasión de una reseña de un libro para mostrar su aprendizaje o para difundir sus propias ideas sobre el tema de una obra de ficción o no ficción. En el otro extremo del espectro, algunas reseñas de libros se asemejan a simples resúmenes. Las reseñas de obras de no ficción destinadas a fines educativos o informativos pueden enfocarse más directamente en cuestiones como la utilidad práctica y la facilidad de lectura.
Las reseñas de libros son géneros discursivos académicos que permiten actualizar el conocimiento en diferentes campos del saber, puesto que proporcionan información condensada sobre el contenido de una obra de reciente data y valoran su contenido. La estructura suele estar conformada por:  a) presentación del libro, b) descripción de la estructura y contenido del libro, y c) conclusión evaluativa del libro.